# Знам'янський міський краєзнавчий музей
Знам'янський міський краєзнавчий музей — краєзнавчий музей у місті Знам'янка Кіровоградської області.

## Історія

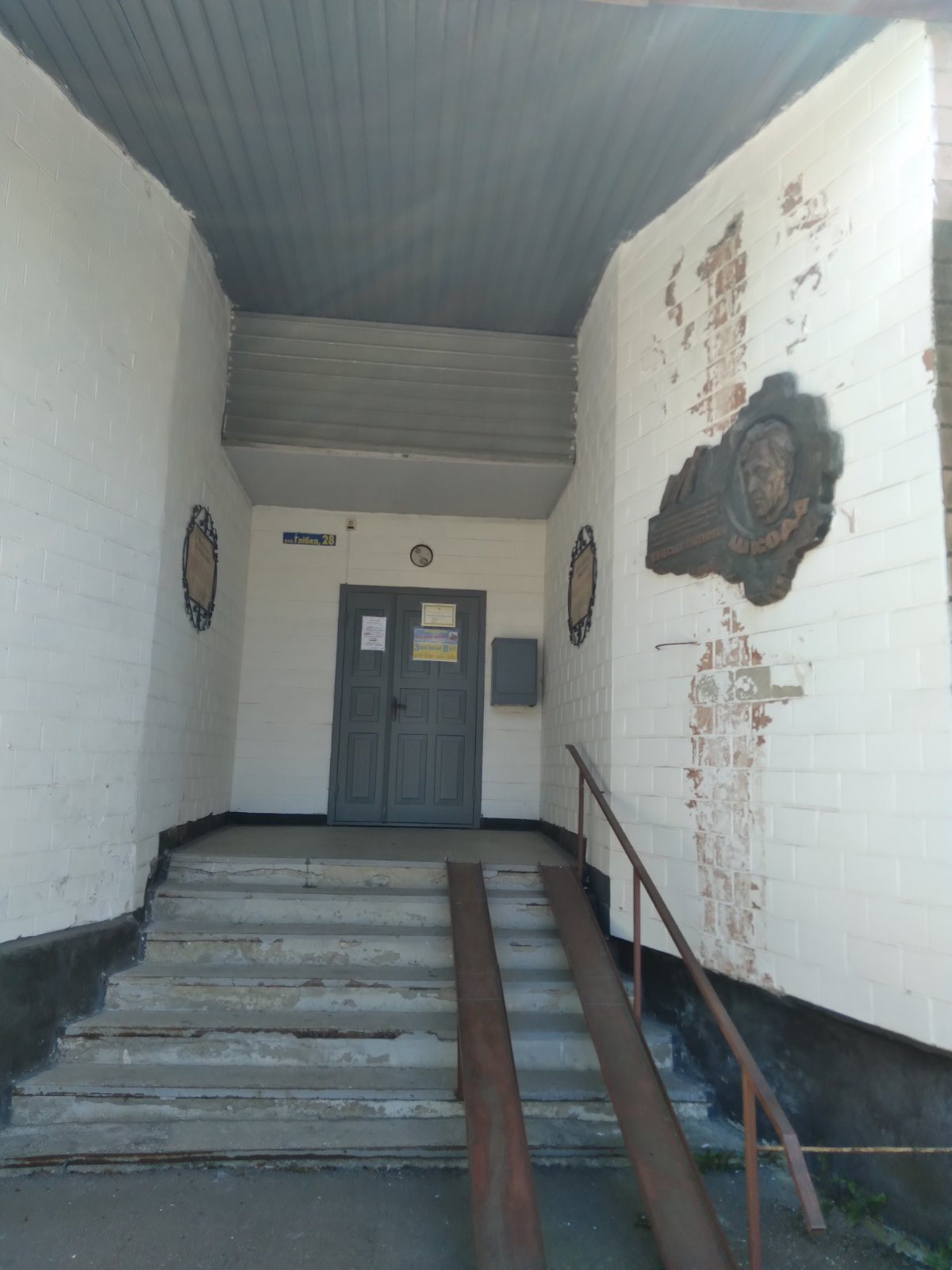
пам'ятна дошка В'ячеславові Шкоді біля входу в музей

Музейний заклад починає свою історію з 1961 року. Тоді, з нагоди 100-річчя з дня смерті Т. Г. Шевченка, внучата племінниця поета К. М. Красицька та її донька А. В. Красицька, які проживали в Знам'янці, заснували громадський музей «Кобзарева світлиця».
За тривалий час він став знаним не тільки у області, а й за її межами, має в своїх фондах матеріали історичного та літературознавчого характеру, а також ґрунтовні матеріали генеалогії Красицьких, зібрані краєзнавцем, нащадком шевченкового роду В. Є. Шкодою. Зараз «Кобзарева світлиця» має статус філії і входить до складу краєзнавчого музею. Це єдиний шевченківський музей в області.
Знам'янський міський краєзнавчий музей як юридична особа почав формуватися у січні 2004 року, на підставі рішення ХХІІ сесії Знам'янської міської ради XXIV скликання № 448 від 14.11.2003 року. З цього часу почалася робота по збиранню матеріалів, комплектуванню фондів, створенню експозицій.

## Опис
Музей займає 4 кімнати на першому поверсі п'ятиповерхового будинку в центрі міста. Загальна площа 149 кв.м., експозиційна — 120 кв.м. Штат — 3 одиниці .
В музеї діють постійні експозиції: «Природа Чорноліського краю», «Рідне місто моє», «Козацькі зимів'я та найдавніші селянські поселення у Чорноліссі», «Собор негаснучої пам'яті», «Вклонімося великим тим рокам», «Декоративно-ужиткове мистецтво та селянський побут XIX поч.. ХХ ст.». Крім постійно діючих експозицій в музеї влаштовують тимчасові, присвячені пам'ятним датам та державним святам.
З 2010 року започатковано новий напрямок роботи музею — туристично-краєзнавчий. Розроблено 5 туристично-краєзнавчих маршрутів по рідному краю за якими здійснюють екскурсійні подорожі та туристичні походи, а саме: «Знам'янка — перлина Чорноліся», «Партизанськими стежками», «Таємниць Чорного озера», «Козацькими стежками села Цибулеве», «Стежками Холодного Яру». В проекті розробка ще декількох цікавих маршрутів. Як результат співпраці зі шкільним туристичним гуртком, на базі музею створено міську громадську організацію "Туристично-краєзнавчий клуб «Чорноліся». Започатковано і реалізовано декілька спільних проектів.
За юридичною адресою музею зареєстровано 4 громадські організації: міський осередок організації «Просвіта» (голова Голиков А. М.), канцелярія окремого Чорноліського полку ім. козака Мамая Українського козацтва (полковник — В. І. Мазуренко), міська громадська організація Туристично-краєнавчий клуб «Чорнолісся» (президент В.Корчагін), Асоціація народних майстрів Знам'янщини (голова Р. Айвазовська).
Музей також співпрацює з авторитетними громадськими організаціями, зокрема: Всеукраїнський культурно-науковий Фонд Т. Шевченка (м. Київ, президент — Л. О. Красицька), Асоціація дослідників голодоморів в Україні (м. Київ, президент — Л. Лук'яненко), Історичний клуб «Холодний Яр» (м. Київ, президент — Р. Коваль)).